# Kepler-1649c
Kepler-1649c – planeta pozasłoneczna typu ziemskiego, o promieniu 1,06 razy większym od promienia Ziemi. Krąży po orbicie wokół czerwonego karła o oznaczeniu Kepler-1649 oddalonej od Ziemi o około 300 lat świetlnych. Okrąża swoją gwiazdę w przeciągu ok. 19,5 dnia ziemskiego i dociera do niej ok. 75% światła w porównaniu do układu Ziemia Słońce. Jej orbita przebiega wewnątrz ekosfery tej gwiazdy, co prawdopodobnie pozwala na istnienie na powierzchni ciekłej wody i temperatury podobnej do tej panującej na naszej planecie. 
O odkryciu planety na starych danych pochodzących z Kosmicznego Teleskopu Keplera naukowcy poinformowali 15 kwietnia 2020 roku. W chwili poinformowania o odkryciu była to najbardziej przypominająca Ziemię planeta krążąca w ekosferze gwiazdy.
Naukowcy szacują, że w układzie znajduje się jeszcze przynajmniej jedna skalista planeta: Kepler-1649b